# Tertullus (Konsul 410)
Tertullus war  ein spätantiker römischer Senator zu Beginn des 5. Jahrhunderts n. Chr.
Nach der Erhebung des Priscus Attalus zum (Gegen-)Kaiser im Jahr 409 wurde Tertullus von Attalus für das Jahr 410 zum Konsul ernannt. Tertullus hing der alten römischen Religion an und sagte anlässlich des Antritts seines Konsulats im Senat, der schon mehrheitlich von Christen besetzt war: „Versammelte Väter, ich rede zu Euch als Konsul und Pontifex. Das Eine bin ich, das Andere hoffe ich zu werden.“ Er kündigte sich als Rächer der Götter und Wiederhersteller ihrer Altäre und Paläste an. Sein Konsulat wurde nur in Rom anerkannt, wo das Volk seine Ernennung mit Freude aufnahm. Nachdem Tertullus im Senat kaiserliche Ambitionen zum Ausdruck gebracht hatte, wurde er später hingerichtet: „Tertullus, der Konsul, der sich rühmte, in Zukunft der Erste im Senat zu sein, ging dennoch mit demselben Schicksal zugrunde.“